# 납
납(영어: lead 레드[*]) 또는 연(鉛←일본어: 鉛 나마리[*])은 화학 원소로, 기호는 Pb(←라틴어: Plumbum 플룸붐[*])이고 원자 번호는 82이다. 무르고, 무겁고, 가단성의 독성이 있는 전이후 금속으로, 자르고 난 단면은 푸르스름한 빛을 띠나 공기중에서 변색이 되어 흐릿한 회색이 된다. 납은 건축, 납축전지, 총알 등에 사용되며, 땜납, 백랍 등의 가융 합금에 들어간다. 납은 안정 원소 중에 가장 원자 번호가 큰 원소이다.(비스무트도 반감기가 매우 길어 안정 원소로 취급되기도 한다.) 녹는점이 낮아 납땜에 용이하고, 납중독을 일으키며, 흡수력이 좋다. 페인트 성분에도 함유되어 있다. 자연계에서 방사성 붕괴를 하지 않는 안정된 동위원소가 포함된 마지막 원소다. 고대에는 납으로 만든 주전자나 병 등을 사용하기도 했다.
납 이온(Pb2+)의 화합물 중 질산 납(Pb(NO3)2)만 물에 잘 녹고, 염화 납(PbCl2), 황화 납(PbS), 황산 납(PbSO4), 탄산 납(PbCO3)은 물에 잘 녹지 않는다. 앙금 생성 반응을 통해 산출되는 노란색의 아이오딘화 납(PbI2)과 크롬산 납(PbCrO4), 검은색의 황화 납 앙금은 납 이온 (Pb2+)을 검출할 때 유용하다. 또한 납은 단맛이 난다. (납 중독 참고)엥

## 역사
납은 수천 년에 걸쳐 사용되었는데, 그 이유는 널리 퍼져있고 쉽게 추출하여 작업할 수 있기 때문이다. 금속 납 구슬은 소아시아에서 기원전 7,000~6,500년으로 거슬러 올라가서 볼 수 있으며 금속 제련의 최초의 예를 보여준다.

## 같이 보기
- 납 중독
- 경납

## 참고 문헌
- Rich, Vincent (1994). 《The International Lead Trade》. Woodhead Publishing. ISBN 9781855731035.